# XIV Cumbre Iberoamericana
La XIV Cumbre Iberoamericana se celebró en San José, Costa Rica, los días 19 y 20 de noviembre de 2004 en el que asistieron los mandatarios de los 21 países iberoamericanos. El lema de la Cumbre fue “Educar para Progresar”. Se manifestó el compromiso de continuar fortaleciendo el mecanismo de la Cumbre Iberoamericana con la creación de la Secretaría General Iberoamericana, al frente del cual estará el nuevo Secretario General Iberoamericano Enrique V. Iglesias. También se manifiesta que Andorra será un nuevo miembro de las Cumbres, a partir de la próxima Cumbre. Francisco Flores fue elegido como candidato centroamericano para la OEA. Cuba aceptó la declaración antiterrorista.

## Participantes

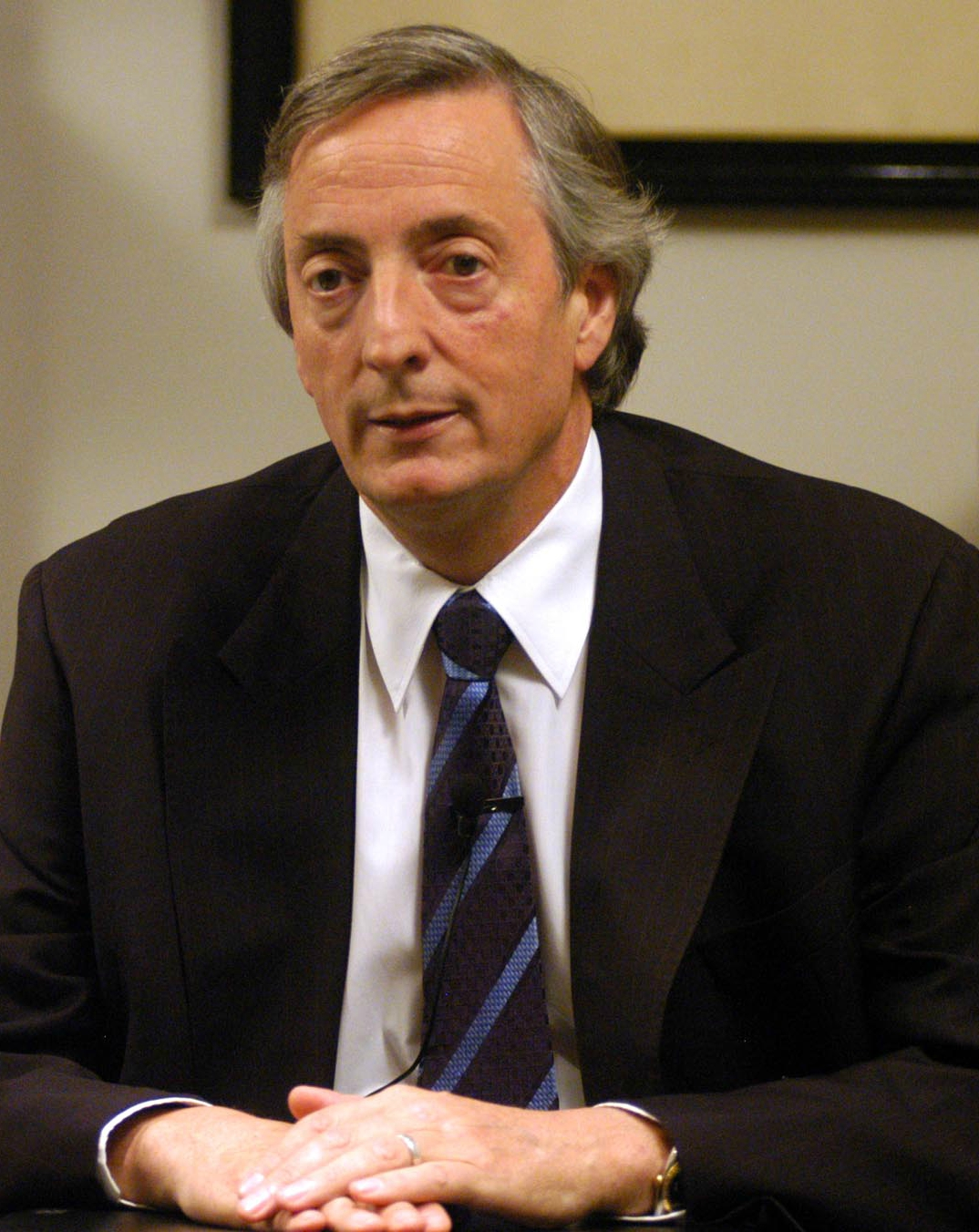
ARG Néstor Kirchner, Presidente
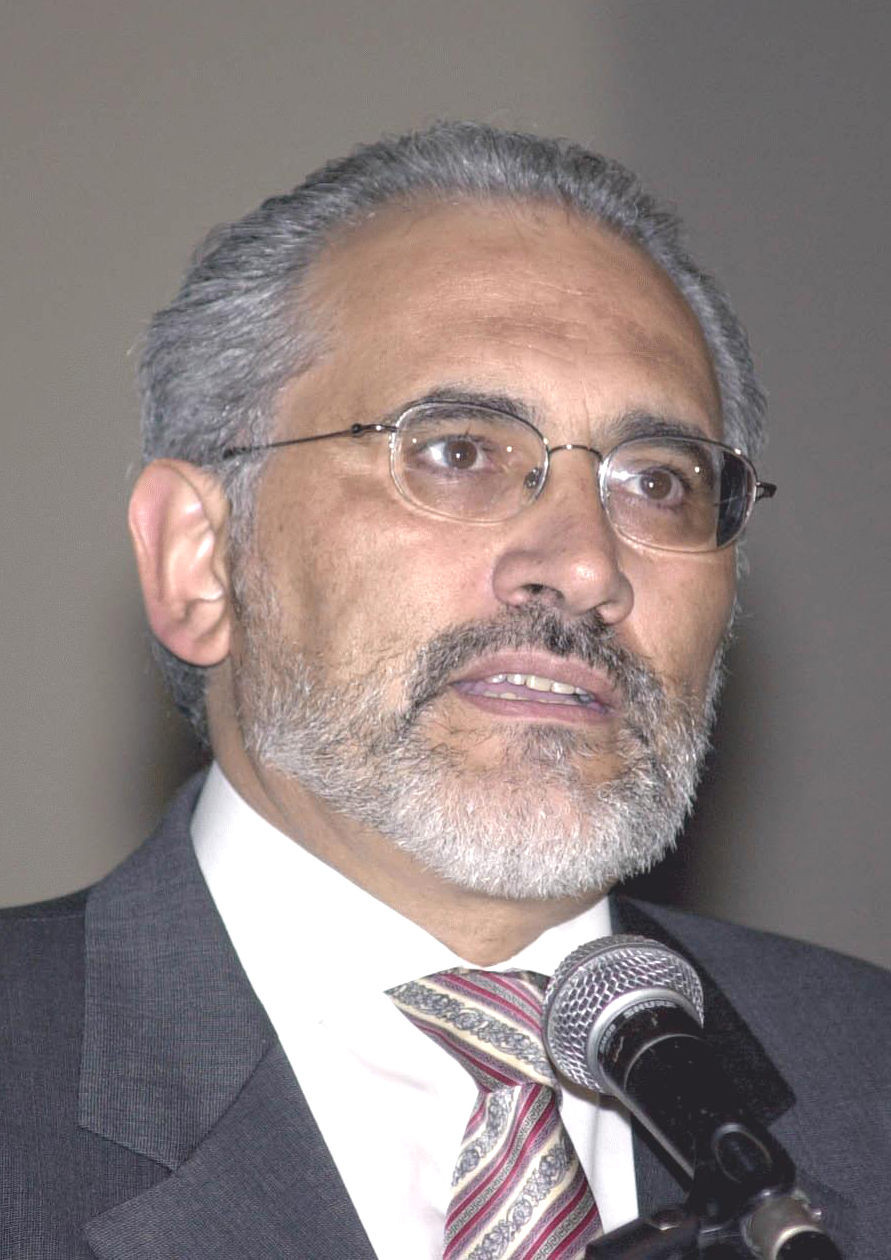
BOL Carlos Mesa Gisbert, Presidente
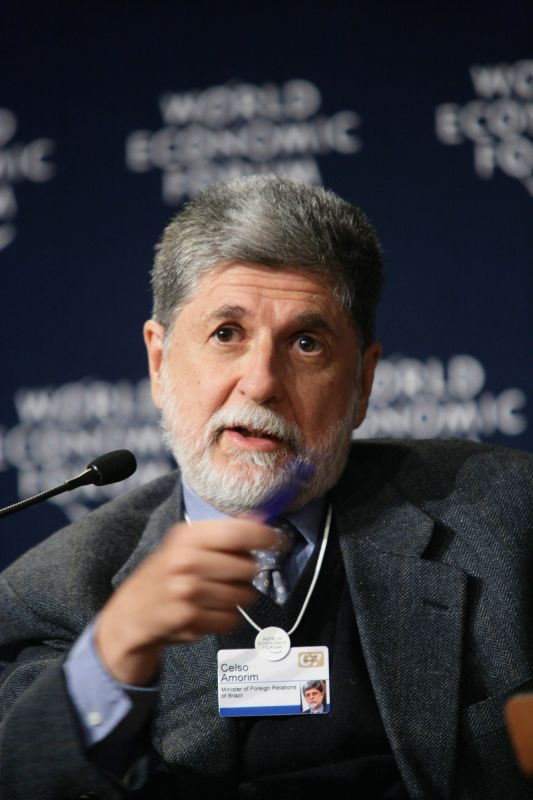
BRA Celso Amorim, Ministro de Relaciones Exteriores
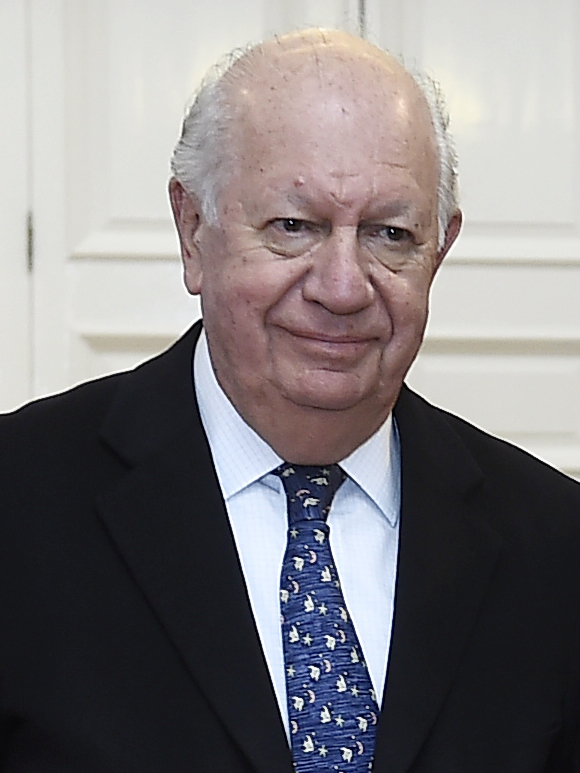
CHI Ricardo Lagos, Presidente
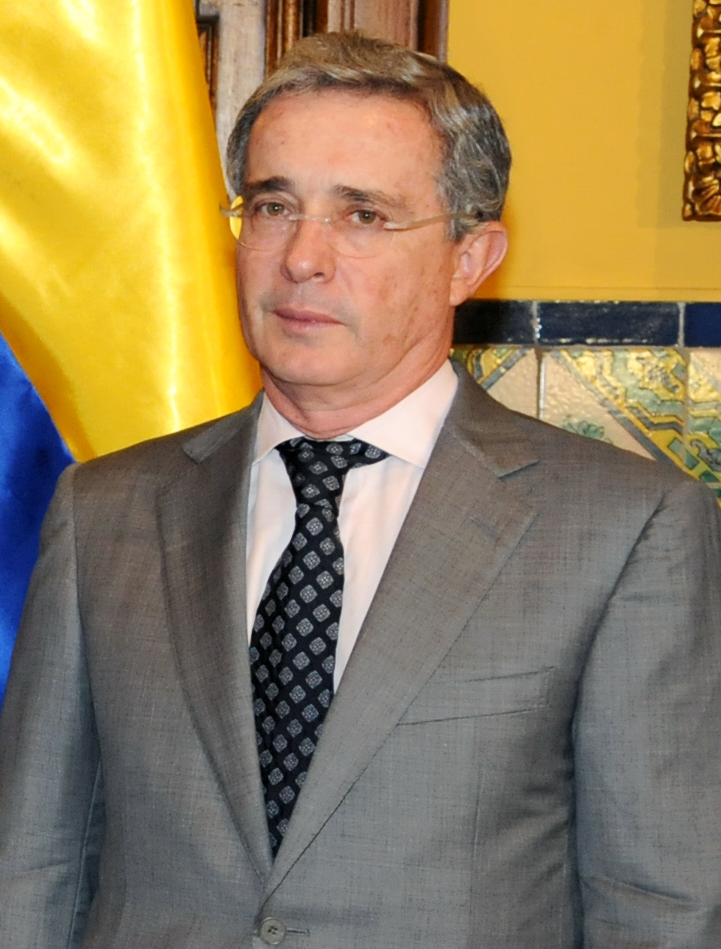
COL Álvaro Uribe Vélez, Presidente
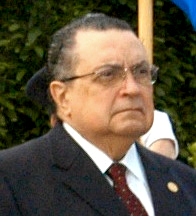
CRI Abel Pacheco de la Espriella, Presidente (anfitrión)
CUB Carlos Lage Dávila, Vicepresidente del Consejo de Estado de la República de Cuba
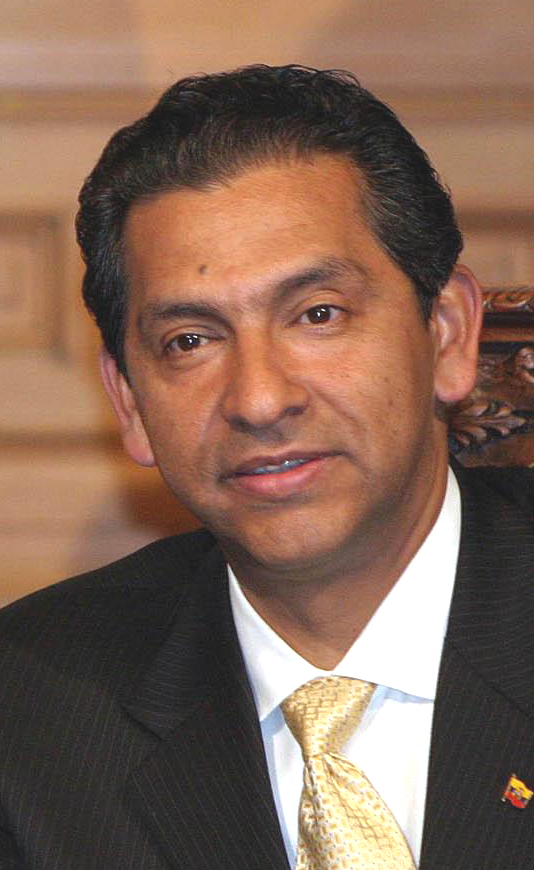
ECU Lucio Gutiérrez, Presidente
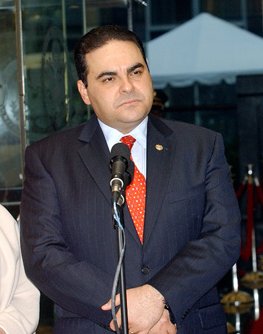
SLV Elías Antonio Saca, Presidente
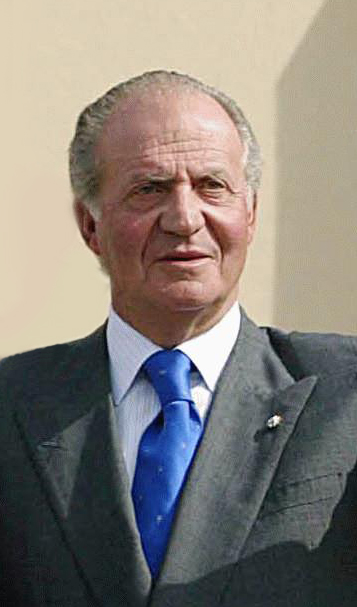
ESP Juan Carlos I, Rey
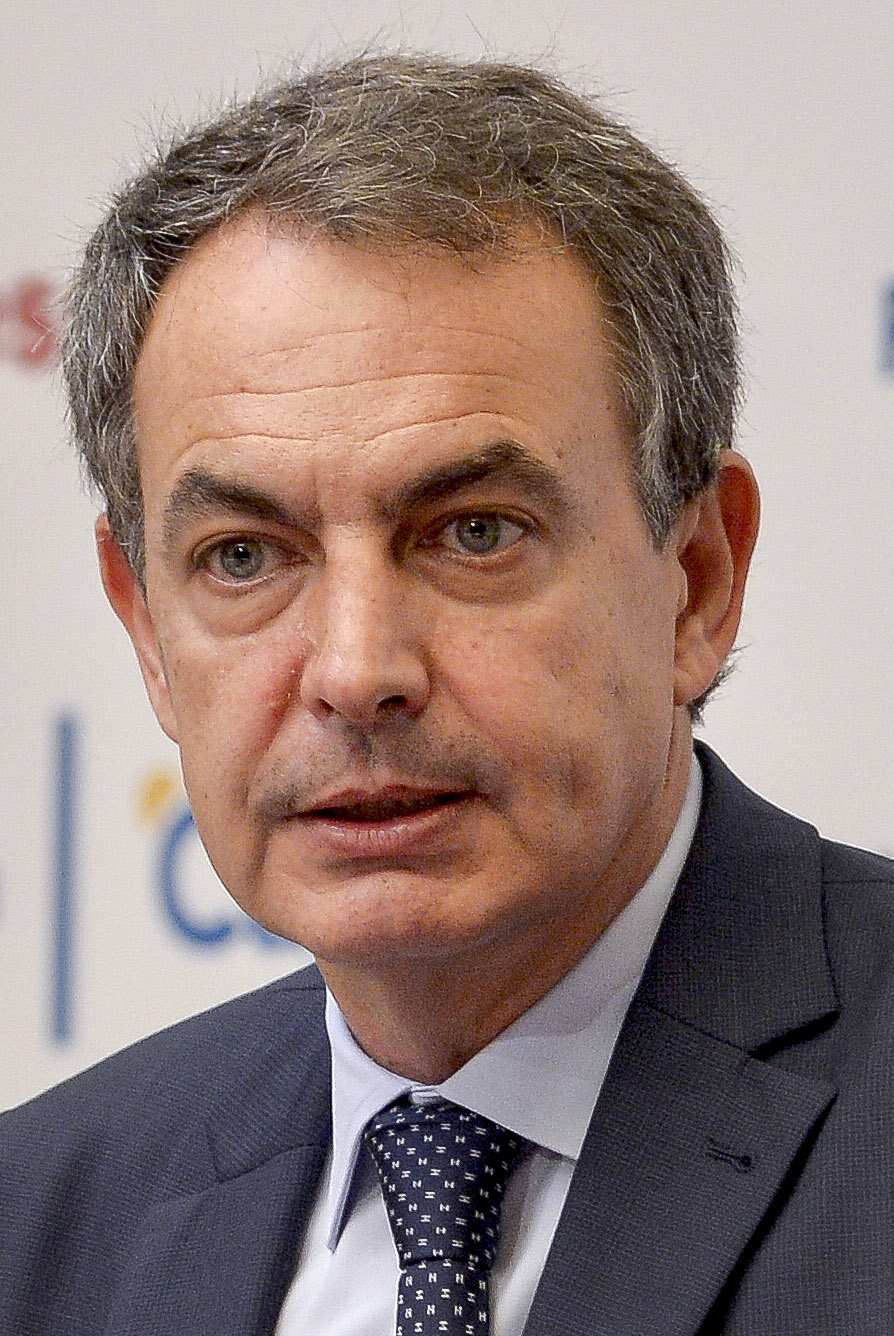
ESP José Luis Rodríguez Zapatero, Presidente del Gobierno
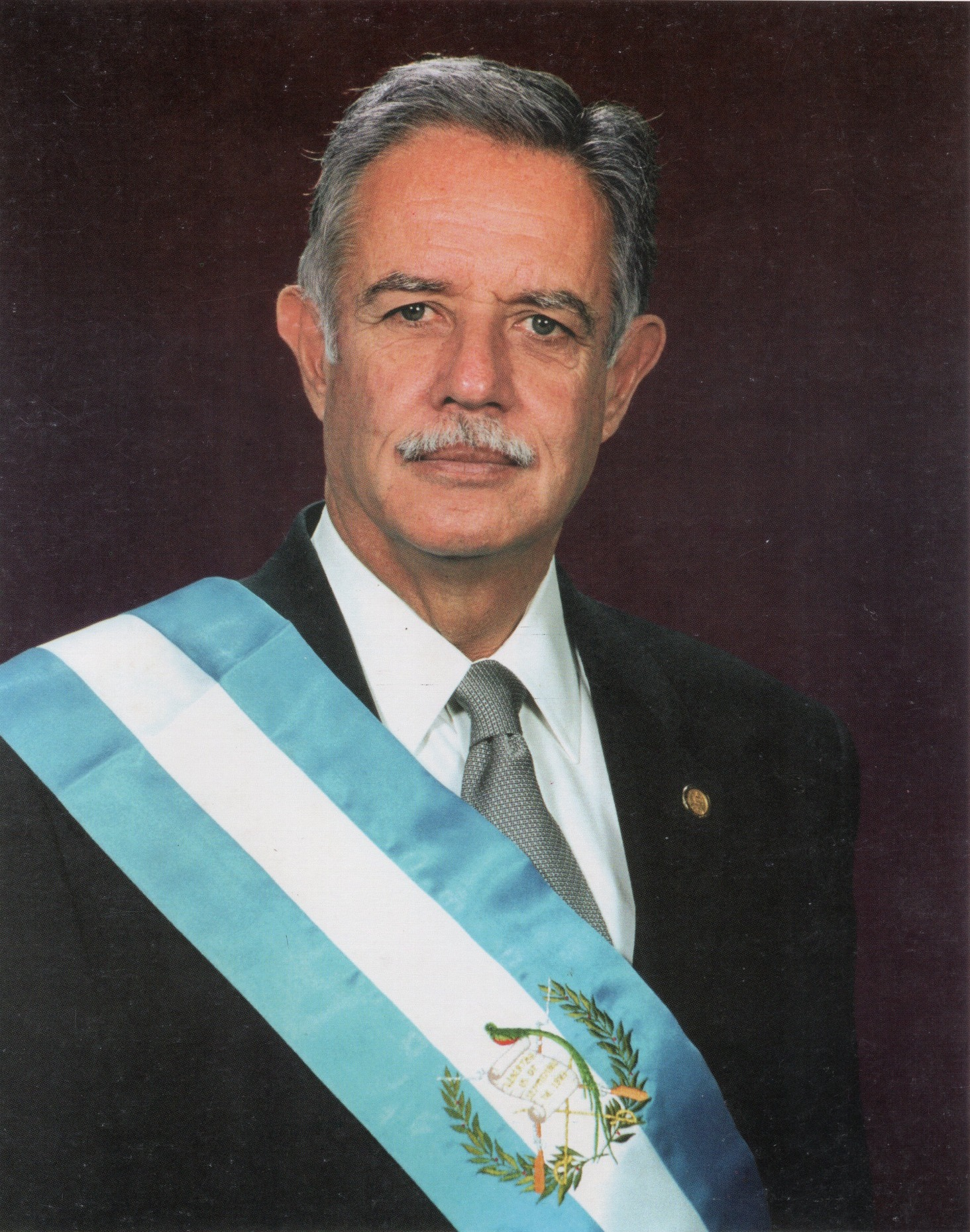
GTM Óscar Berger, Presidente
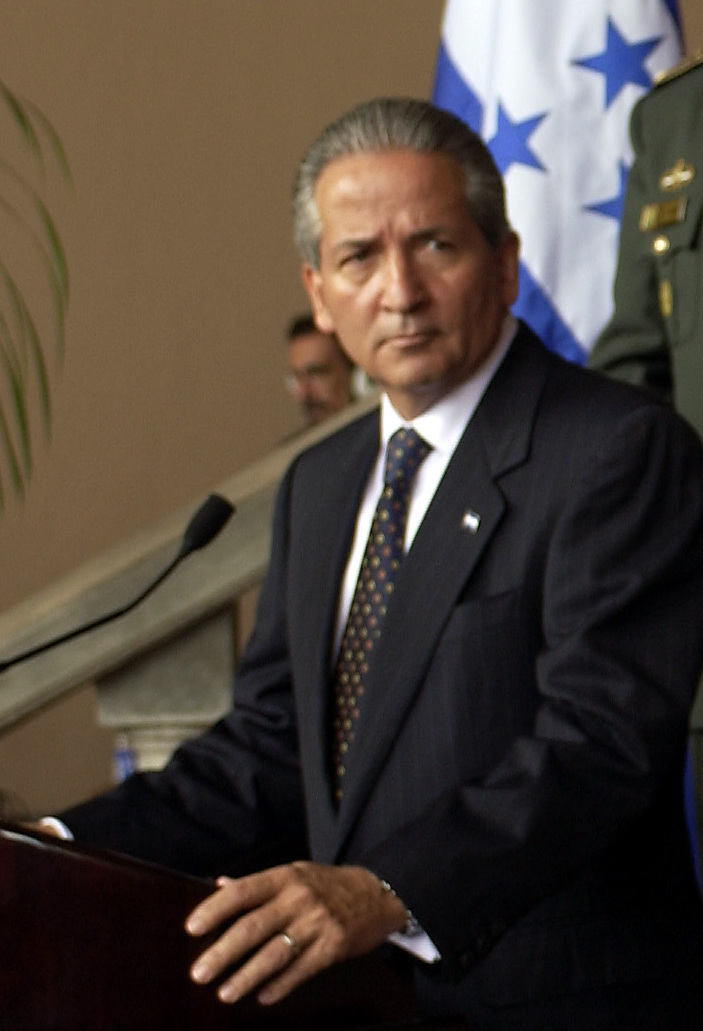
HON Ricardo Maduro, Presidente
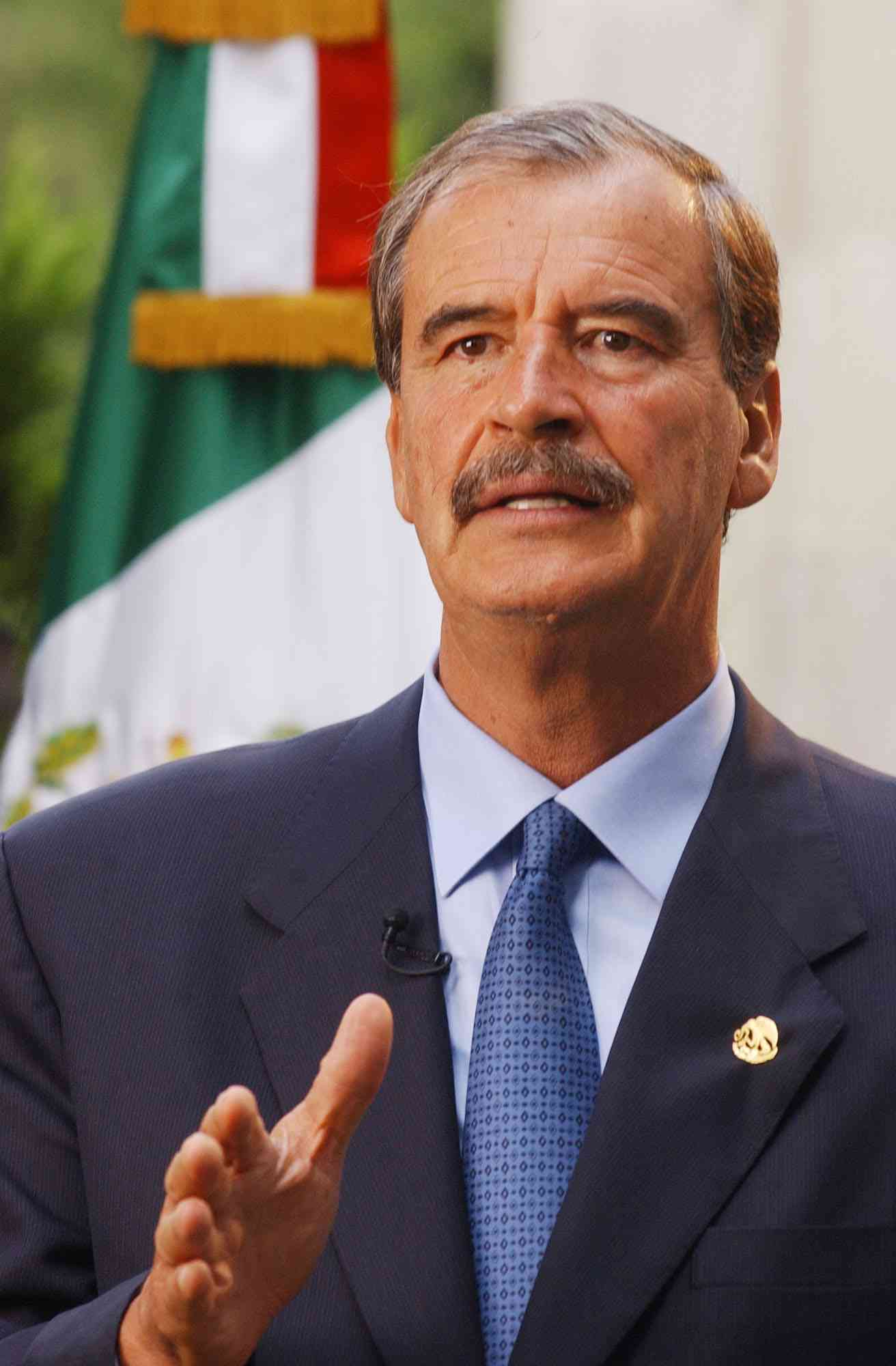
MEX Vicente Fox Quesada, Presidente
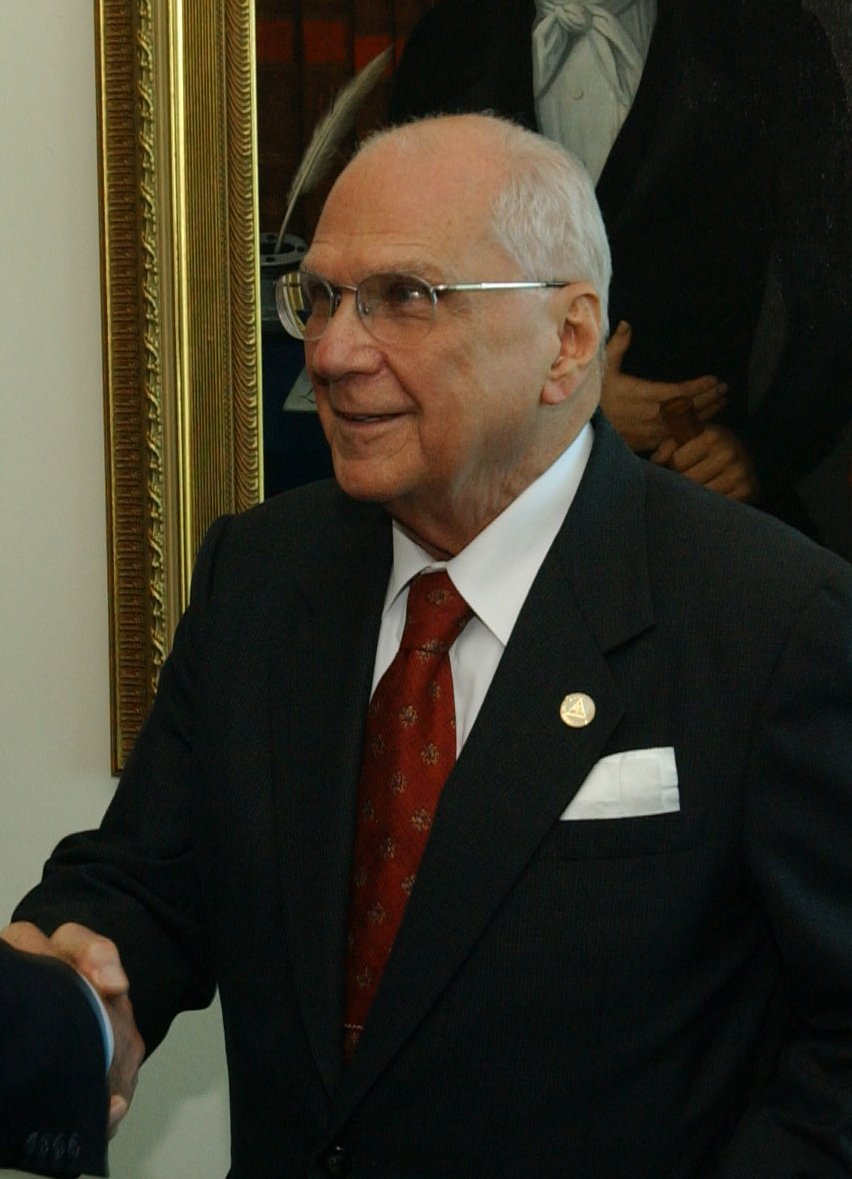
NIC Enrique Bolaños Geyer, Presidente
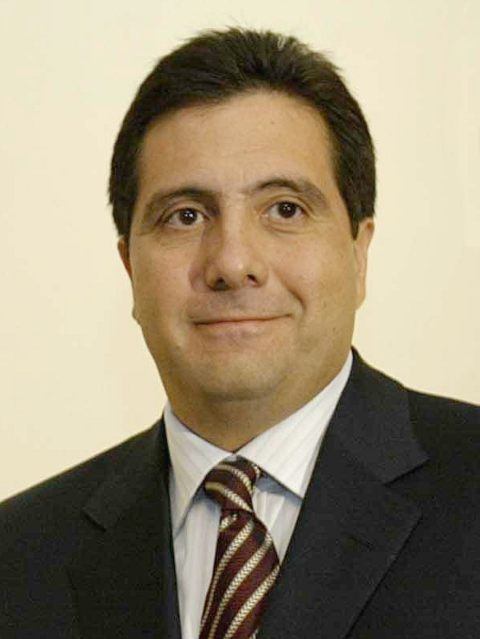
PAN Martín Torrijos, Presidente
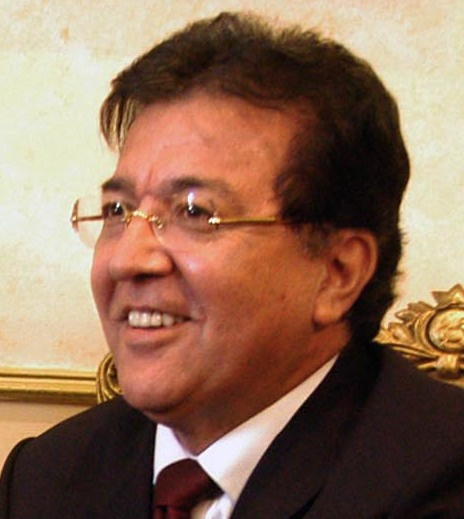
PAR Nicanor Duarte Frutos, Presidente
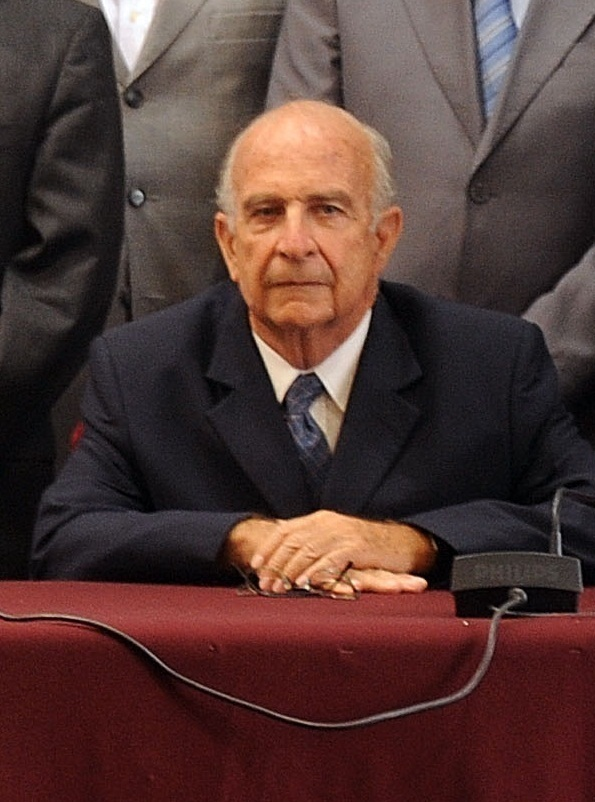
PER Carlos Ferrero Costa, Presidente del Consejo de Ministros
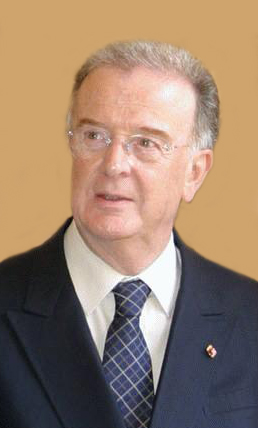
POR Jorge Sampaio, Presidente
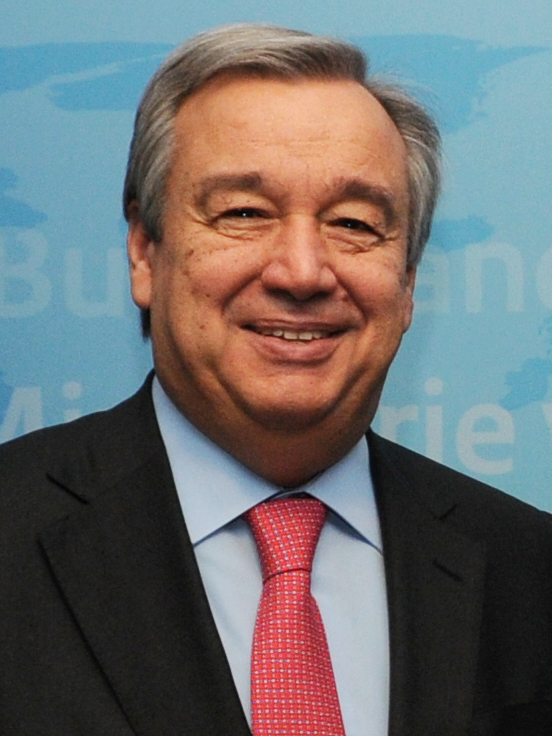
POR António Guterres, Primer Ministro
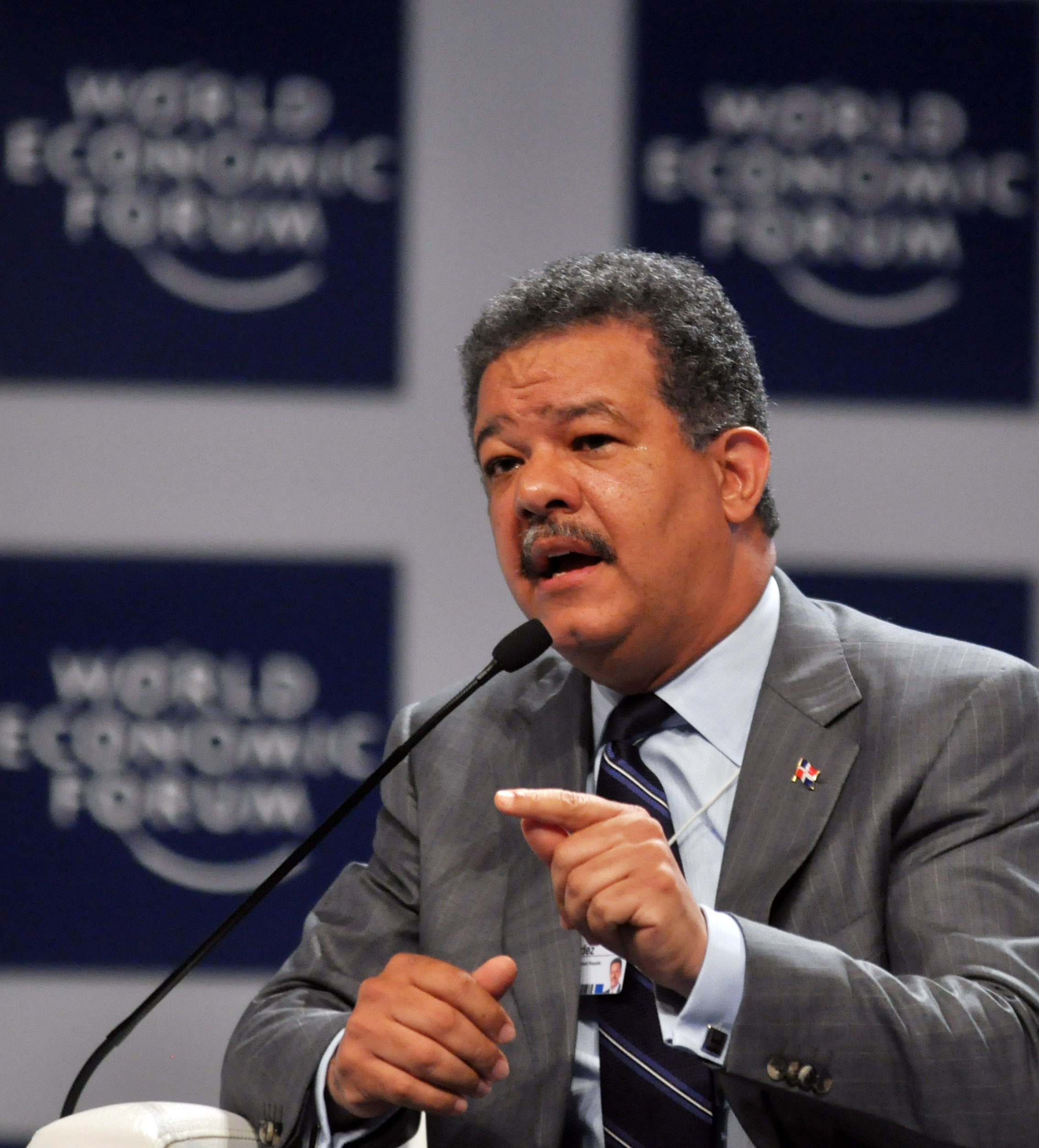
DOM Leonel Fernández, Presidente
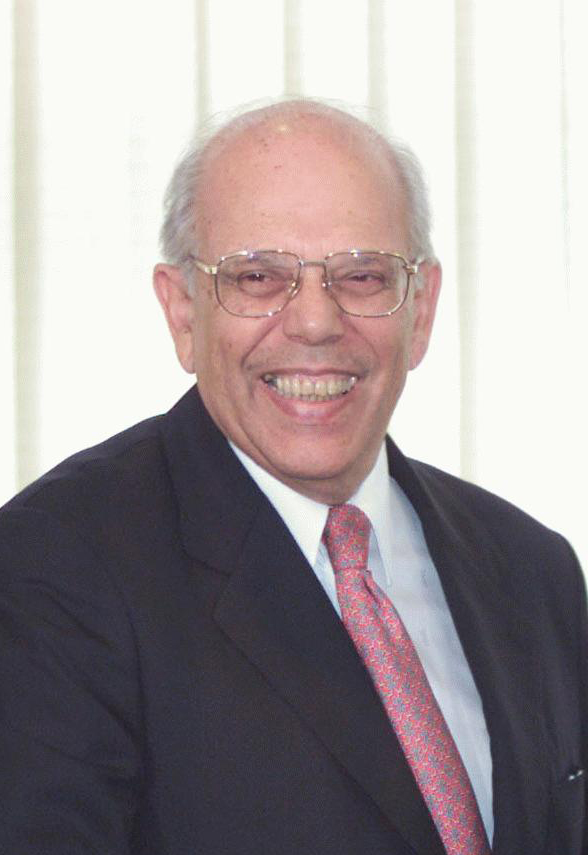
URU Jorge Batlle, Presidente
VEN Arévalo Méndez Romero, Viceministro de Relaciones Exteriores

- Argentina
Néstor Kirchner, Presidente
- Bolivia
Carlos Mesa Gisbert, Presidente
- Brasil
Celso Amorim, Ministro de Relaciones Exteriores
- Chile
Ricardo Lagos, Presidente
- Colombia
Álvaro Uribe Vélez, Presidente
- Costa Rica
Abel Pacheco de la Espriella, Presidente
(anfitrión)
- Cuba
Carlos Lage Dávila, Vicepresidente del Consejo de Estado de la República de Cuba
- Ecuador
 Lucio Gutiérrez, Presidente
- El Salvador
Elías Antonio Saca, Presidente
- España
Juan Carlos I, Rey
- España
José Luis Rodríguez Zapatero, Presidente del Gobierno
- Guatemala
Óscar Berger, Presidente
- Honduras
Ricardo Maduro, Presidente
- México
Vicente Fox Quesada, Presidente
- Nicaragua
Enrique Bolaños Geyer, Presidente
- Panamá
Martín Torrijos, Presidente
- Paraguay
Nicanor Duarte Frutos, Presidente
- Perú
Carlos Ferrero Costa, Presidente del Consejo de Ministros
- Portugal
Jorge Sampaio, Presidente
- Portugal
António Guterres, Primer Ministro
- República Dominicana
Leonel Fernández, Presidente
- Uruguay
Jorge Batlle, Presidente
- Venezuela
Arévalo Méndez Romero, Viceministro de Relaciones Exteriores